# 聯合太平洋鐵路3985
聯合太平洋鐵路(UP)3985號机車，是聯合太平洋鐵路公司擁有的4-6-6-4“挑戰者”蒸汽機車中的一台，屬4664-4型。它是由位於紐約州的美國機車公司 斯克內克塔迪於1943年所建造。UP 3985 是挑戰者型蒸汽機車中唯一保存的兩架原型車之一，另一架是UP 3977在北普拉特(內布拉斯加州)作靜態展示。UP 3985在它封存之前，曾經是保存在世界上最大及最重的可供運作蒸汽機車之一。

## 設計
1941年，聯合太平洋鐵路的首席機械工程師奧托·嘉博曼（Otto Jabelmann）設計了“挑戰者”蒸汽機車的第二個版本。UP 3985屬於該型機車的第二份訂單。設計借鑒了當時更為龐大的4-8-8-4大男孩型蒸汽機車的經驗，由於車體巨大導致該機車處於工作狀態的時候重量就達到了317短噸（288噸;283長噸) 而在2/3時加載時則重達174短噸（158噸;155長噸），計算牽引力為97350磅（433.0千牛）。聯合太平洋將大功率的戰者級4-6-6-4應用於主線第一條橫貫大陸鐵路懷俄明區間最大坡度為0.82%的線路，牽引貨物列車。而在主線猶他州奧格登以東的沃薩奇山脈區間，線路最大坡度達1.14% 的一段是由大男孩型蒸汽機車運轉。挑戰者型蒸汽機車和大男孩型蒸汽機車為參與第二次世界大戰中美國作出了巨大的運力支援。

## 恢復營運
UP 3985 於1957年完成了它的最後一個“常規”運營服務，並於1962年退役並且保存在懷俄明州的夏延Cheyenne車庫中。於1975年 UP 3985 被改放置在夏延車廠旁作戶外的靜態展示。從1979年開始，一組由聯合太平洋員工所組成的志願者們開始了恢復這輪機車的工作，於1981年機車終於重返回到可操作的狀態。其后為以防止引起鐵路沿線的草原火災，於1990年技術人員成功把它由燃燒煤轉換為燃油。
1992年UP 3985 被選擇特殊的聖誕老人專列 CSX Santa Claus 的第50週年營運紀念的牽引車從肯塔基州clinchfield出發到田納西州金斯波特，它重新得到了#676編號。其后的UP 3985偶爾用於遊覽火車和渡輪移動幹線貨運。它在2010年10月的最後一次運行后就一直存放在夏延。

## 外部連結
- 聯合太平洋蒸汽店 （页面存档备份，存于） 機車和遊覽日程信息.
- UP 3985 Challenger, Steam Locomotive （页面存档备份，存于） - 照片和其他信息